# Садовень Олексій Андрійович
Олексій Андрійович Садовень (*25 вересня (7 жовтня) 1857, — 8 жовтня 1919, Київ) — український науковець, лікар. Ректор Київського університету Св. Володимира (1917—1918).

## Біографія
Закінчив Казанський університет. Навчався у видатного патофізіолога Пашутіна, який і вважається організатором Київської школи фізіолого-хіміків. Кафедра фізіологічної хімії була заснована в Університеті Св. Володимира в Києві в 1863 році. З 1889 і до смерті був професором кафедри фізіологічної хімії (біохімії).
У 1914—1919 —- був деканом медичного факультету Київського університету Св. Володимира.
У 1917—1918 — обирався ректором Київського університету.

## Сім'я
- Дружина — Садовень (Черткова) Катерина Олександрівна (8.10.1866, Казань — 15.12.1952, Париж). Закінчила Вищі жіночі Безтужевські курси в С.-Петербурзі.[2]

- Донька — Садовень Олена Олексіївна (21.05.1894, Київ — 13.09.1978, Париж) — Співачка (мецо-сопрано), піаністка, педагог, діяч культури.[3]